# Collegio di Blyth Valley
Blyth Valley è stato un collegio elettorale situato nel Northumberland, nel Nord Est dell'Inghilterra, e rappresentato alla Camera dei comuni del Parlamento del Regno Unito. Eleggeva un membro del parlamento con il sistema first-past-the-post, ossia maggioritario a turno unico; il collegio è stato abolito in occasione della revisione periodica del 2024.

## Estensione
Il collegio era incentrato sull'ex borough di Blyth Valley, con Blyth come principale città.
- 1950-1983: il Municipal Borough di Blyth e i distretti urbani di Bedlingtonshire e Seaton Valley.[1]

A seguito della modifica della rappresentanza parlamentare del Northumberland, la Boundary Commission for England apportò solo piccole modifiche ai collegi esistenti nella regione e dal 2010 Blyth Valley rimase coincidente con l'ex borough omonimo.

## Membri del parlamento
| Elezione | Elezione        | Deputato         | Partito                |
| -------- | --------------- | ---------------- | ---------------------- |
|          | 1950            | Alfred Robens    | Laburista              |
| 1960 (S) | Eddie Milne     |                  | Laburista              |
|          | Eddie Milne     | Feb 1974         | Laburista Indipendente |
|          | Ott 1974        | John Ryman       | Laburista              |
| 1987     | Ronnie Campbell |                  | Laburista              |
|          | 2019            | Ian Levy         | Conservatore           |
|          | 2024            | Collegio abolito | Collegio abolito       |

## Elezioni

### Elezioni negli anni 2010
| Partito                    | Partito                                           | Candidato                  | Risultati 12 dicembre 2019 | Risultati 12 dicembre 2019 |
| Partito                    | Partito                                           | Candidato                  | Voti                       | %                          |
| -------------------------- | ------------------------------------------------- | -------------------------- | -------------------------- | -------------------------- |
|                            | Conservatore                                      | Ian Levy                   | 17 440                     | 42,68                      |
|                            | Laburista Co-Op                                   | Susan Dungworth            | 16 729                     | 40,94                      |
|                            | Brexit                                            | Mark Peart                 | 3 394                      | 8,31                       |
|                            | Lib Dem                                           | Thom Chapman               | 2 151                      | 5,26                       |
|                            | Verdi                                             | Dawn Furness               | 1 146                      | 2,80                       |
|                            |                                                   |                            |                            |                            |
| Iscritti                   | Iscritti                                          | Iscritti                   | 64 429                     | 100,00                     |
| ↳ Votanti (% su iscritti)  | ↳ Votanti (% su iscritti)                         | ↳ Votanti (% su iscritti)  | 40 860                     | 63,42                      |
| ↳ Astenuti (% su iscritti) | ↳ Astenuti (% su iscritti)                        | ↳ Astenuti (% su iscritti) | 23 569                     | 36,58                      |
|                            |                                                   |                            |                            |                            |
|                            | Esito: collegio passa da Laburista a Conservatore |                            |                            |                            |

| Partito                    | Partito                                | Candidato                  | Risultati 8 giugno 2017 | Risultati 8 giugno 2017 |
| Partito                    | Partito                                | Candidato                  | Voti                    | %                       |
| -------------------------- | -------------------------------------- | -------------------------- | ----------------------- | ----------------------- |
|                            | Laburista                              | Ronnie Campbell            | 23 770                  | 55,94                   |
|                            | Conservatore                           | Ian Levy                   | 15 855                  | 37,31                   |
|                            | Lib Dem                                | Jeff Reid                  | 1 947                   | 4,58                    |
|                            | Verdi                                  | Dawn Furness               | 918                     | 2,16                    |
|                            |                                        |                            |                         |                         |
| Iscritti                   | Iscritti                               | Iscritti                   | 63 417                  | 100,00                  |
| ↳ Votanti (% su iscritti)  | ↳ Votanti (% su iscritti)              | ↳ Votanti (% su iscritti)  | 42 490                  | 67,00                   |
| ↳ Astenuti (% su iscritti) | ↳ Astenuti (% su iscritti)             | ↳ Astenuti (% su iscritti) | 20 927                  | 33,00                   |
|                            |                                        |                            |                         |                         |
|                            | Esito: collegio confermato a Laburista |                            |                         |                         |

| Partito                    | Partito                                | Candidato                  | Risultati 7 maggio 2015 | Risultati 7 maggio 2015 |
| Partito                    | Partito                                | Candidato                  | Voti                    | %                       |
| -------------------------- | -------------------------------------- | -------------------------- | ----------------------- | ----------------------- |
|                            | Laburista                              | Ronnie Campbell            | 17 813                  | 46,31                   |
|                            | UKIP                                   | Barry Elliott              | 8 584                   | 22,32                   |
|                            | Conservatore                           | Greg Munro                 | 8 346                   | 21,70                   |
|                            | Lib Dem                                | Philip Latham              | 2 265                   | 5,89                    |
|                            | Verdi                                  | Dawn Furness               | 1 453                   | 3,78                    |
|                            |                                        |                            |                         |                         |
| Iscritti                   | Iscritti                               | Iscritti                   | 61 423                  | 100,00                  |
| ↳ Votanti (% su iscritti)  | ↳ Votanti (% su iscritti)              | ↳ Votanti (% su iscritti)  | 38 461                  | 62,62                   |
| ↳ Astenuti (% su iscritti) | ↳ Astenuti (% su iscritti)             | ↳ Astenuti (% su iscritti) | 22 962                  | 37,38                   |
|                            |                                        |                            |                         |                         |
|                            | Esito: collegio confermato a Laburista |                            |                         |                         |

| Partito                    | Partito                                | Candidato                  | Risultati 6 maggio 2010 | Risultati 6 maggio 2010 |
| Partito                    | Partito                                | Candidato                  | Voti                    | %                       |
| -------------------------- | -------------------------------------- | -------------------------- | ----------------------- | ----------------------- |
|                            | Laburista                              | Ronnie Campbell            | 17 156                  | 44,48                   |
|                            | Lib Dem                                | Jeffrey Reid               | 10 488                  | 27,19                   |
|                            | Conservatore                           | Barry Flux                 | 6 412                   | 16,63                   |
|                            | BNP                                    | Steve Fairbairn            | 1 699                   | 4,41                    |
|                            | UKIP                                   | Jim Condon                 | 1 665                   | 4,32                    |
|                            | Indipendente                           | Barry Elliott              | 819                     | 2,12                    |
|                            | Democratici                            | Allan White                | 327                     | 0,85                    |
|                            |                                        |                            |                         |                         |
| Iscritti                   | Iscritti                               | Iscritti                   | 64 276                  | 100,00                  |
| ↳ Votanti (% su iscritti)  | ↳ Votanti (% su iscritti)              | ↳ Votanti (% su iscritti)  | 38 566                  | 60,00                   |
| ↳ Astenuti (% su iscritti) | ↳ Astenuti (% su iscritti)             | ↳ Astenuti (% su iscritti) | 25 710                  | 40,00                   |
|                            |                                        |                            |                         |                         |
|                            | Esito: collegio confermato a Laburista |                            |                         |                         |

### Elezioni negli anni 2000
| Partito                    | Partito                                | Candidato                  | Risultati 5 maggio 2005 | Risultati 5 maggio 2005 |
| Partito                    | Partito                                | Candidato                  | Voti                    | %                       |
| -------------------------- | -------------------------------------- | -------------------------- | ----------------------- | ----------------------- |
|                            | Laburista                              | Ronnie Campbell            | 19 659                  | 54,95                   |
|                            | Lib Dem                                | Jeffrey Reid               | 11 132                  | 31,12                   |
|                            | Conservatore                           | Michael Windridge          | 4 982                   | 13,93                   |
|                            |                                        |                            |                         |                         |
| Iscritti                   | Iscritti                               | Iscritti                   | 63 653                  | 100,00                  |
| ↳ Votanti (% su iscritti)  | ↳ Votanti (% su iscritti)              | ↳ Votanti (% su iscritti)  | 35 773                  | 56,20                   |
| ↳ Astenuti (% su iscritti) | ↳ Astenuti (% su iscritti)             | ↳ Astenuti (% su iscritti) | 27 880                  | 43,80                   |
|                            |                                        |                            |                         |                         |
|                            | Esito: collegio confermato a Laburista |                            |                         |                         |

| Partito                    | Partito                                | Candidato                  | Risultati 7 giugno 2001 | Risultati 7 giugno 2001 |
| Partito                    | Partito                                | Candidato                  | Voti                    | %                       |
| -------------------------- | -------------------------------------- | -------------------------- | ----------------------- | ----------------------- |
|                            | Laburista                              | Ronnie Campbell            | 20 627                  | 59,70                   |
|                            | Lib Dem                                | Jeffrey Reid               | 8 439                   | 24,43                   |
|                            | Conservatore                           | Wayne Daley                | 5 484                   | 15,87                   |
|                            |                                        |                            |                         |                         |
| Iscritti                   | Iscritti                               | Iscritti                   | 63 162                  | 100,00                  |
| ↳ Votanti (% su iscritti)  | ↳ Votanti (% su iscritti)              | ↳ Votanti (% su iscritti)  | 34 550                  | 54,70                   |
| ↳ Astenuti (% su iscritti) | ↳ Astenuti (% su iscritti)             | ↳ Astenuti (% su iscritti) | 28 612                  | 45,30                   |
|                            |                                        |                            |                         |                         |
|                            | Esito: collegio confermato a Laburista |                            |                         |                         |

## Risultati dei referendum

### Referendum sulla permanenza del Regno Unito nell'Unione europea del 2016
|             | Collegio     | Lasciare UE % | Rimanere in UE % |
| ----------- | ------------ | ------------- | ---------------- |
|             | Blyth Valley | 59,8%         | 40,2%            |
| Inghilterra | 53,3%        | 46,7%         |                  |
| Regno Unito | 51,9%        | 48,1%         |                  |